# 馬群
馬群（ばぐん）とは競馬の競走において、複数の競走馬が形成する集団のこと。馬ごみともいう。
馬群のただ中に位置すると前方へ進出するための進路を見出せなくなることがある。とくに差し馬や追い込み馬については、いかにうまく馬群を捌いて前方へスムーズに進出するかが勝敗を大きく左右する。競走馬のなかには馬群の中に入ると精神的に消耗し、能力を十分に発揮できないものもある。